# 重舌
重舌（英語：sublingual swelling），是一个中医名称疾病，主要是以舌下肿胀疼痛为主要特征的疾病。又称子舌、重古舌、雀舌、莲花舌、莲花钿舌。

## 概述
舌下疼痛，肿起一块，色红或紫，形似舌下重生一舌，称为重舌。本病与西医的舌下腺炎或舌下、口底间隙感染相似。